# Chanel Preston
Chanel Preston (Fairbanks, Alaska, 1 de desembre de 1985) és una actriu pornogràfica nord-americana. Va entrar a la indústria del cinema per a adults l'any 2010 als 24 anys.
Preston va créixer a Alaska. Abans d'entrar al cinema per a adults, va treballar com a stripper a Hawaii fins que va conèixer algú en la indústria del porno que li va veure potencial i li va suggerir que provés fortuna com a actriu. Va debutar en la indústria per a adults el gener de 2010, gravant la seva primera escena amb Nick Manning per a la sèrie de Brand New Faces. Poc després va arribar la seva primera pel·lícula titulada 3rd Degree's Bikini Land i la seva primera portada de revista en Franc's Hot Video. A la mateixa li van seguir les portades de Club, Cheri i High Society. Va ser premiada amb els premis CAVR i XCritic a la millor actriu i a la millor actriu revelació respectivament de l'any 2010. També va rebre quatre nominacions als Premis AVN de l'any 2011 encara que no es va alçar amb cap d'ells. Les seves escenes en Fashion Fucks, Speed i This Aint Avatar XXX 3D li van valer gran part de les seves nominacions.
En 2012 va ser nomenada Penthouse Pets del mes de març de la revista Penthouse. Aquest mateix any es va convertir també en la protagonista de la versió porno de Tomb Raider rodada per Exquisite Films encarnant a Lara Croft.